# M/S Venus
Venus, färja 340, är en av Trafikverket Färjerederiets färjor. Den går på Ekeröleden tillsammans med M/S Pluto och M/S Freja.

## Bildgalleri

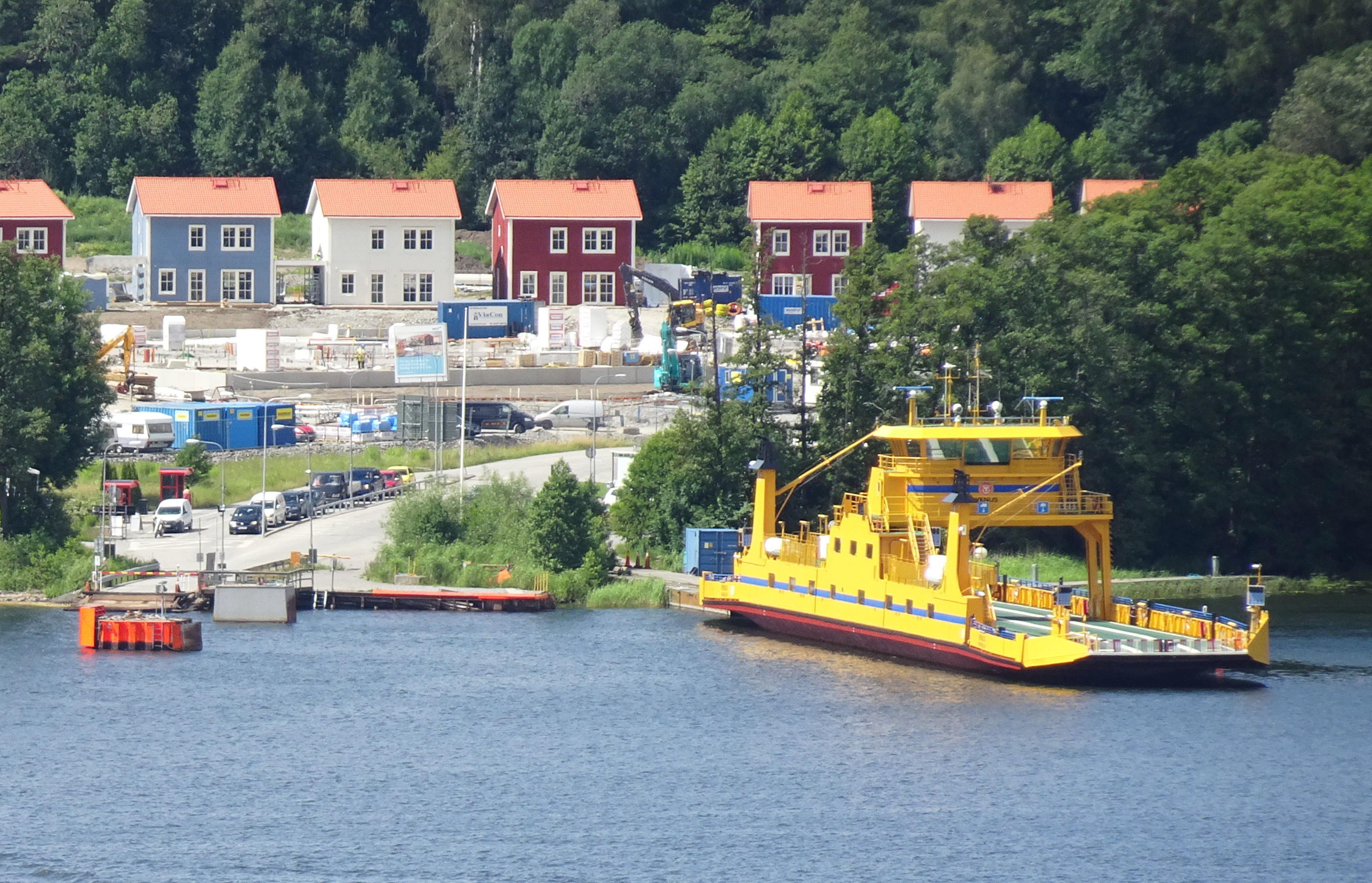
M/S Venus i färjeläget på Ekerö, 2016
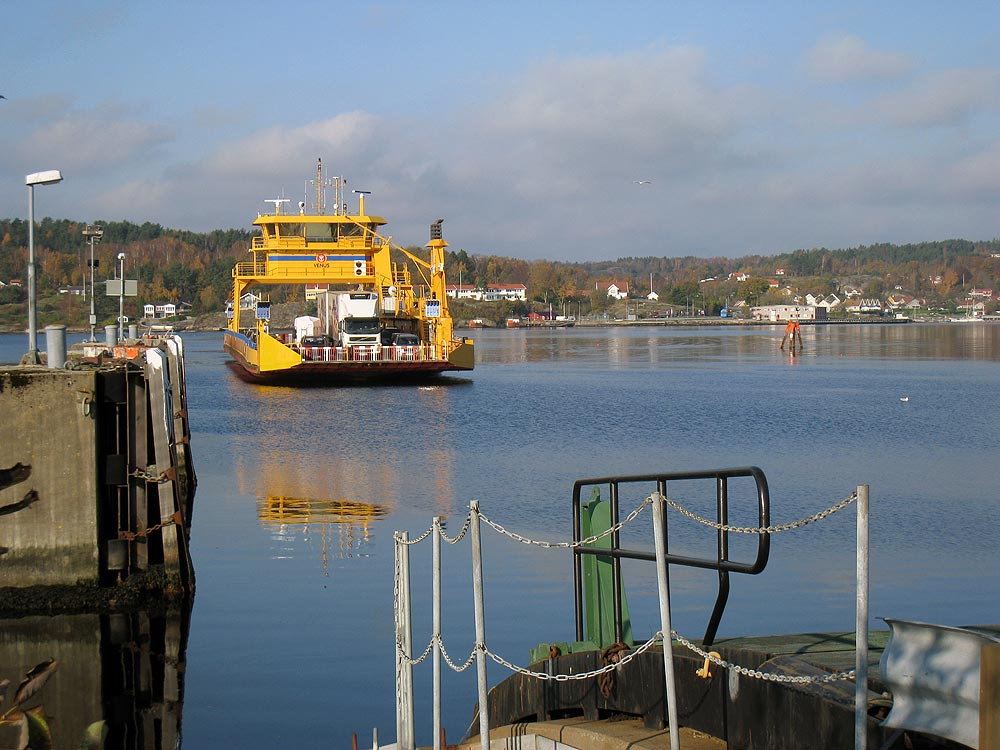
M/S Venus på väg in till färjeläget i Kolhättan på Svanesundsleden, 2011